# Lee Seung-chul
Lee Seung-chul (kor. 이승철; ur. 22 lipca 1988) – południowokoreański zapaśnik w stylu wolnym. Olimpijczyk z  Londynu 2012, gdzie zajął osiemnaste miejsce w kategorii 60 kg.
Zajął piąte miejsce w mistrzostwach świata w 2018. Najlepszy na igrzyskach azjatyckich w 2014 i siódmy 2010 i dwunasty w 2018. Wicemistrz Azji w 2017 i brązowy medalista w 2010. Brązowy medal na mistrzostwach Azji juniorów w 2005 roku.
Absolwent Korea National Sport University w Seulu.